# ARES CAD
ARES CAD — система автоматизированного проектирования, предназначенная для проекционного черчения в таких областях, как архитектура, архитектурная инженерия, управление инфраструктурой организации, инженерное дело, промышленный дизайн и др.

## История
Программа разрабатывается немецкой компанией "Gräbert GmbH" с 2010 года. Штаб-квартира фирмы находится в Берлине. Компания была основана Вильфридом Грабертом (нем. Wilfried Gräbert) в 1977 году и впервые разработала плагины для AutoCAD.
Программа выпускается на 14 языках и доступна для операционных систем Windows, Linux и MacOS. Для 3D-графики используется ядро трёхмерной геометрии «3D Acis Modeler» фирмы Spatial Corp., которая является часть компании Dassault Systèmes.
"Gräbert GmbH" является одним из основателей Open Design Alliance.
Функциональность программного обеспечения ARES CAD схожа с BricsCAD, являющегося в свою очередь клоном AutoCAD.

### Форматы файлов
- DWG
- DXF
- DWF
- FLX

## Версии ARES CAD

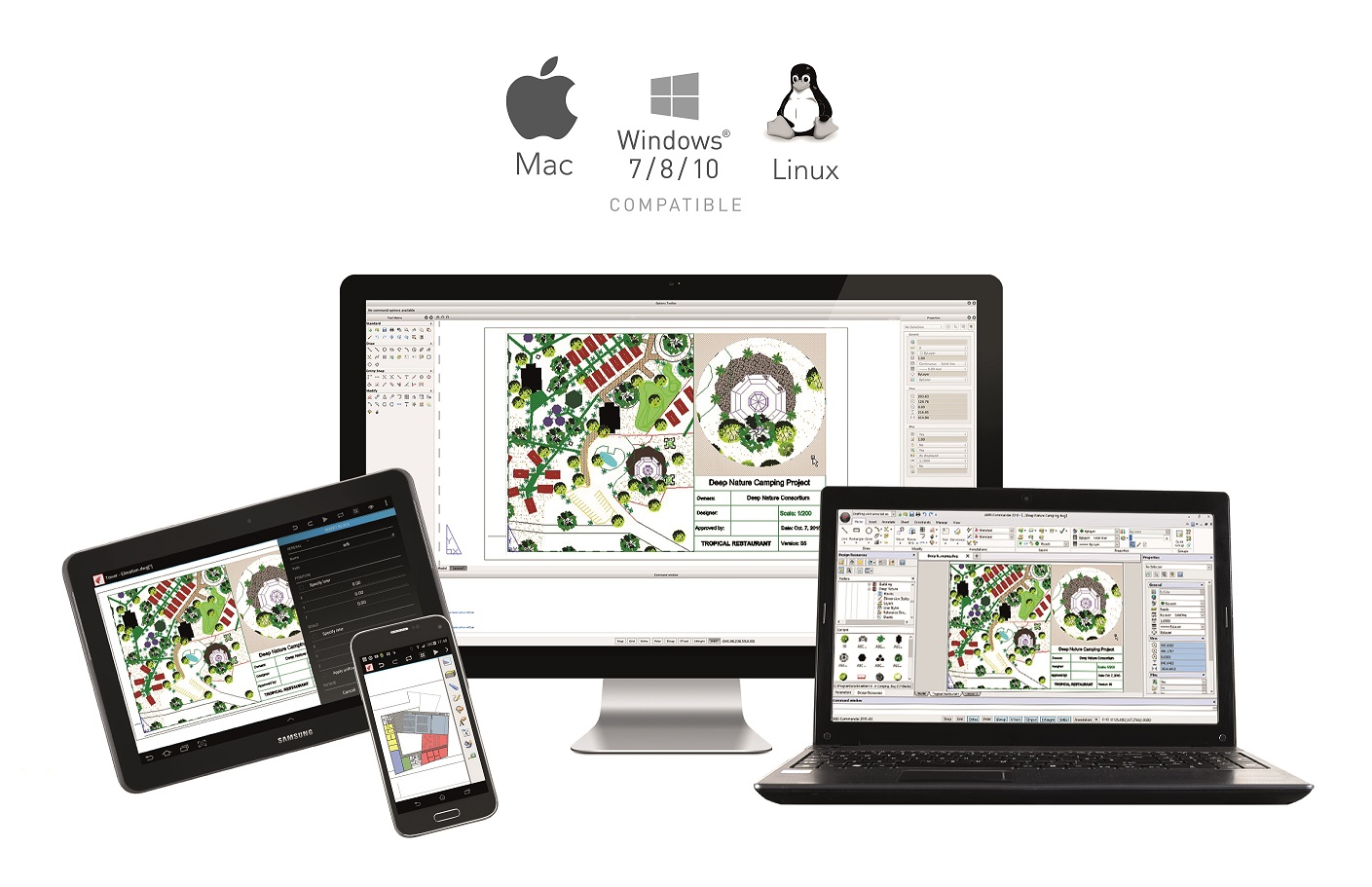
ARES Trinity

- ARES Commander — приложение для создания или изменения чертежей на персональных компьютерах использующих операционные системы: Windows, macOS или Linux. Может моделировать как в 2D, так и в и 3D[4]. Если вы не можете купить лицензию, то вы всё равно можете использовать незарегистрированную версию в режиме только для чтения, в качестве программы просмотра чертежей.
- ARES Kudo — облачное CAD приложение позволяющее в браузере создавать и редактировать чертежи.
- ARES Touch — мобильное CAD решение для планшетов и смартфонов.